# Die Jahreszeiten
Les Saisons
Die Jahreszeiten (en français Les Saisons) est un oratorio profane composé par Joseph Haydn entre 1799 et 1801. L'œuvre, référencée Hob.XXI.3 dans le catalogue thématique de Hoboken, fait partie des œuvres de vieillesse du compositeur.

## Contexte

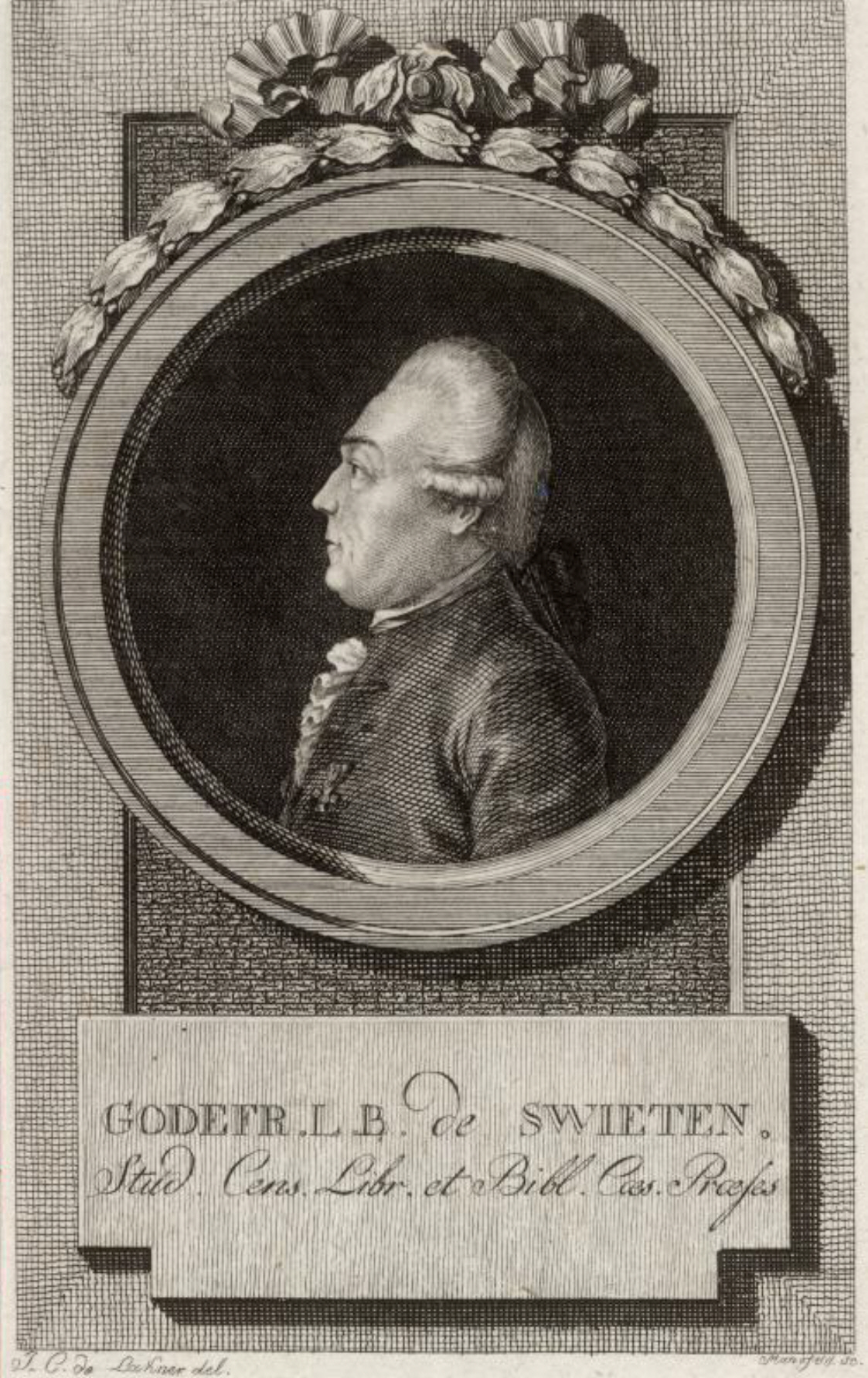
Le baron van Swieten

Après son double séjour en Angleterre, auréolé du titre de docteur honoris causa que lui a décerné l'Université d'Oxford, Joseph Haydn est considéré par ses compatriotes viennois comme le plus grand compositeur vivant. Il est par ailleurs dégagé de ses obligations de maître de chapelle par le prince Esterházy. Il peut donc consacrer tout son temps à répondre à des commandes privées. 
Impressionné à Londres par les auditions des œuvres de Haendel, il éprouve le désir de composer des oratorios. C'est d'abord La Création composée entre 1796 et 1798 qui obtient un succès retentissant. Le baron Gottfried van Swieten, déjà traducteur du livret anglais de La Création, propose à Haydn un arrangement du poème Les Saisons de James Thomson. Haydn est d'abord peu attiré par le texte qui s'éloigne de l'oratorio classique reposant sur un texte religieux, puis se laisse convaincre. Il entreprend la composition qui va durer deux ans (1799-1801) dans des conditions difficiles en raison de la maladie qui commençait à l'affaiblir, mais aussi des heurts avec von Swieten qui multipliait les indications d'écriture, ce qui irritait naturellement le compositeur.

## Le livret
Le point de départ du livret est l'œuvre poétique de l'écossais James Thomson publié en quatre phases de 1726 à 1730. Thomson fera éditer en 1745 une version révisée ajoutant aux descriptions de la nature dans une vision déiste, des considérations et allusions philosophiques, scientifiques ou économiques. Van Swieten utilise la version allemande éditée en 1745 à Hambourg. Tout en retenant les descriptions de la nature et la vie simple des paysans, il procède à des coupures et modifie largement ce long poème de 200 pages. Il introduit les trois personnages absents dans l'œuvre originale. Toutefois ceux-ci ne sont pas les moteurs d'une action qui n'existe pas. Ils se contentent de décrire les paysages et les sentiments qui les animent. Enfin van Swieten fait appel à deux autres poètes : Gottfried August Bürger  pour le chœur des fileuses (n°34) et Christian Felix Weisse pour la chanson de Hanne (n°36).
Le travail de Swieten fut à l'époque très critiqué pour sa simplicité, voire sa naïveté dans l'évocation de la vie campagnarde. Le public anglais loin de retrouver dans la retraduction du livret l'œuvre, très connue à l'époque de Thomson resta longtemps réticent.

## Composition

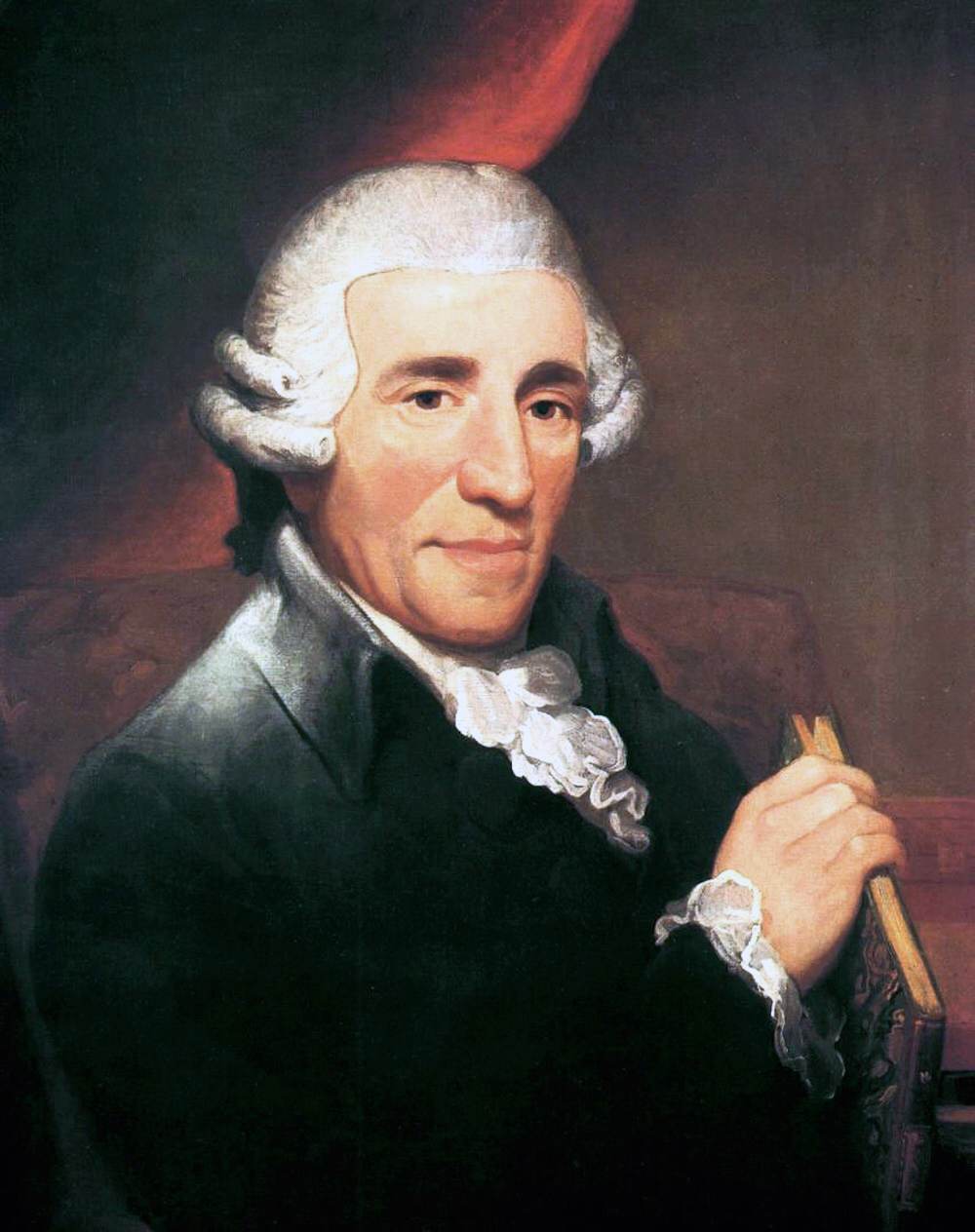
Portrait de Joseph Haydn

Haydn a travaillé deux ans pour parfaire l'œuvre. Van Swieten avait parsemé son texte d'indications à destination du compositeur sur des détails descriptifs, des imitations de cris d'animaux. L'épisode du coassement de la grenouille est célèbre pour les tensions qu'il induisit entre les deux hommes, Swieten allant s'appuyer sur une ancienne partition de Grétry pour convaincre un Haydn réticent de l'intérêt de l'imitation, ce dernier parlant à ce propos de « camelote francisée ». La manière dont la musique répond aux images n'en reste pas moins remarquable : chalumeaux des bergers, bourdons des cornemuses, grésillement des grillons, chants d'oiseaux et jusqu'à l'orage étourdissant, préfigurant celui de Beethoven dans la Pastorale. Haydn sut toutefois se battre pour imposer certaines de ses idées, notamment dans la réutilisation du thème de l'andante de sa symphonie n°94.
L'œuvre de Haydn est une vaste fresque picturale de la nature. Dix ans plus tard, Beethoven écrira lui aussi sa pastorale, mais s'appuiera davantage sur l'expression des sentiments et le ressenti.

## Effectif musical
L'orchestre est composé de :
- 2 flûtes, plus un piccolo pour l'air du laboureur
- 2 hautbois
- 2 clarinettes
- 2 bassons et un contrebasson
- 4 cors
- 2 trompettes
- 3 trombones (alto, ténor et basse)
- timbales et percussions (tambourin, triangle)
- les cordes

Les récitatifs secs sont accompagnés au clavecin ou pianoforte (au violoncelle et à la contrebasse ad libitum).
Les airs et récitatifs sont confiés à trois solistes :
- une basse (Simon, un fermier)
- une soprano (Hanne, sa fille)
- un ténor (Lucas, jeune paysan)

Double chœur : chœur d'hommes et chœur de femmes

## Réception
La première audition de l'œuvre a lieu à Vienne le 24 avril 1801 chez le prince Schwarzenberg. La première publique est donnée dans la salle de la Redoute au Burgtheater le 29 mai 1801. Les solistes sont les mêmes que pour la Création : Mathias Rathmayer, Ignaz Saal et la fille de ce dernier Thérèse Saal. Après le succès incontestable de la Création, l'opinion des critiques de l'époque est plus nuancée, notamment sur la manière de traiter les peintures musicales. 
La première édition est parue chez Breitkopf & Härtel en mai 1802 en double volume ; l'un avec le texte allemand et une traduction anglaise, l'autre avec le texte allemand et une traduction française. La partition originale a disparu, mais on conserve des copies de parties séparées.
Une réduction pour piano a été réalisée à la demande de l'éditeur par August Eberhard Müller à laquelle Joseph Haydn apporta quelques corrections.

## Découpage de l'œuvre
L'œuvre est découpée en quatre parties correspondant aux quatre saisons. La durée d'exécution est d'environ 135 minutes. Chaque partie est précédée d'une introduction instrumentale. La structure tonale part du sol mineur pour aboutir au finale en ut majeur.

### Première partie: Le Printemps
- n°1 : Seht wie der strenge Winter flieht (Voyez comme le rude hiver s’enfuit), largo, puis vivace en sol mineur.

Introduction et récitatif accompagné des trois solistes dans l’ordre d’entrée basse-ténor-soprano annonçant la fuite de l’hiver et l’arrivée du printemps.
- n°2 : Komm, holder Lenz (Viens, doux printemps)  allegretto en sol majeur.

Alternance des chœurs d’hommes et de femmes enchaînée au récitatif précédent et évoquant des chœurs de paysans dans un climat de tradition pastorale. Un des plus beaux chœurs composés par Haydn.
- n°3 : Vom Widder strahlet jetzt (Du Bélier les clairs rayons du soleil tombent sur nous).

Récitatif de Simon non accompagné.
- n°4 : Schon eilet froh der Ackersmann (Déjà le laboureur accourt au travail) allegretto en ut majeur.

L’air de Simon comporte une des rares autocitations de Haydn lequel utilise le thème de l’Andante de la symphonie n° 94 (mesure 17). Dans cet air, le plus célèbre de la partition, Haydn utilise pour la première fois le piccolo en imitation du paysan sifflant derrière sa charrue.
- n°5 : Der Landsmann hat sein Werk vollbracht (Le paysan a accompli son ouvrage).

Récitatif de Lucas non accompagné.
- n°6 : Sei nun gnädig milder Himmel (Sois miséricordieux, Ô ciel !) poco adagio en fa majeur.

Il s’agit d’un trio avec chœur de caractère hymnique et se terminant sur une fugue.
- n°7 : Erhört ist unser Flehn (Notre prière est exaucée).

Récitatif accompagné de Hanne.
- n°8 : O wie lieblich ist der Anblick (O comme il est aimable le spectacle des prairies) andante en la majeur, maestoso, poco adagio et allegro en si bémol majeur.

Chant de joie pour solistes et chœurs. 
- n°9 : Ewiger, mächtiger, gütiger Gott (Éternel, puissant, bienveillant, Dieu) andante, maestoso.

Ce chœur se termine par une grandiose fugue à la gloire de Dieu en si bémol majeur.

### Deuxième partie: L’Été
- n°10 : Im grauen Schleier rückt heran (Dans le voile gris approche la tendre lumière du matin) adagio en ut mineur, puis majeur.

Introduction et récitatif accompagné de Lucas, puis de Simon qui annonce l'arrivée du jour. Les traits de hautbois évoque le chant du coq.
- n°11 : Der muntre Hirt versammelt nun (Le gai berger rassemble ses joyeux troupeaux) allegretto en fa majeur.

Après une sonnerie des cors dans l'esprit d'un ranz des vaches, l'air de Simon intervient sous forme d'une pastorale, suivi du récitatif de Hanne.
- n°12 : Sie steigt herauf die Sonne (Il se lève le soleil, il approche, il vient, il rayonne, il brille) Largo e allegro, andante, allegro en ré majeur.

Pour trio et chœur. Le largo traité en montée chromatique évoque le lever du soleil avec l'entrée successive des solistes, puis du chœur.
- n°13 : Nun regt und bewegt sich alles umher (Maintenant tout s’anime et se meut).

Récitatif non accompagné de Simon puis récitatif accompagné de Lucas.
- n°14 : Dem Druck erlieget die Natur (La nature succombe sous le poids) largo en mi majeur.

Cavatine de Lucas avec accompagnement des cordes en sourdine, une flûte et un hautbois ne faisant que de brèves apparitions syncopées.
- n°15 : Willkommen jetzt, o dunkler Hain (Salut maintenant, sombres bosquets).

Récitatif accompagné de Hanne.
- n°16 : Welche Labung für die Sinne (Quel réconfort pour les sens) adagio, puis allegro en si bémol majeur.

Air de Hanne. La partie adagio n'utilise que les cordes et un hautbois solo, les autres instruments font leur entrée dans la partie allegro pour renforcer l'idée de l'éveil à force nouvelle. 
- n°17 : O seht ! Es steiget in der Schwülen Luft (Voyez! Dans l’air alourdi s’élève un nuage).

Récitatif de Simon et Lucas sans accompagnement, suivi d’un roulement de timbales solo ad libitum, puis récitatif de Hanne accompagnée en pizzicatos.  
- n°18 : Ach, das Ungewitter naht ! (Ah, l’orage approche) allegro assai, puis allegro en ut mineur.

L'orage éclate sur un fortissimo de tout l'orchestre. Ce passage est d’une violence qui inaugure les grandes scènes d’orage du XIXe siècle. La deuxième partie allegro est traitée en fugue, la flûte imitant les éclairs, avant que le calme ne revienne progressivement et le morceau se conclut aux seules cordes pianissimo.
- n°19 : Die düstren Wolken trennen sich (Les sombres nuages se dissipent) allegretto en fa majeur, puis allegro mi bémol majeur.

Le final de la deuxième partie pour trio et chœurs fait entendre en imitation différents cris d’animaux, et notamment le coassement des fameuses grenouilles, objet d'un différend entre Haydn et son librettiste.

### Troisième partie: L’Automne
- n°20 : Was durch seine Blüte (Ce que le printemps par ses fleurs avait promis) allegretto en sol majeur.

Introduction allegretto en sol majeur et récitatif accompagné de Hanne, puis récitatif non accompagné de Lucas et Simon
- n°21 : So lohnet die Natur den Fleiss (Ainsi la nature récompense-t-elle le travail) allegretto, puis più allegro en ut majeur.

Pour trio et chœurs, la partition se terminant sur une fugue.
- n°22 : Seht, wie zum Haselbusche dort (Voyez comme la jeunesse accourt).

Récitatif  accompagné de Hanne, Simon puis Lucas.
- n°23 : Ihr Schönen aus der Stadt, kommt her ! (Venez beauté de la ville, et regardez les filles de la nature) allegretto en si bémol majeur, adagio en ut majeur, allegro en si bémol majeur.

Duo Lucas Hanne, traité comme un duo d’amour d’opéra.
- n°24 : Nun zeiget das entblösste Feld (Maintenant les champs dénudés).

Récitatif non accompagné de Simon.
- n°25 : Seht auf die breiten Wiesen hin! (Voyez sur les vastes prairies comme le chien file dans l’herbe) allegro puis più moto en la mineur, puis majeur.

Air de Simon. La musique imite la quête du chien traquant un gibier, la tentative désespérée de l'oiseau pour s'échapper (double croche ascendante), le coup de feu (sur la noté ré fortissimo de tout l'orchestre) et la chute du volatile (la voix de Simon descend de deux octaves).
- n°26 : Hier treibt ein dichter Kreis/Die Hasen aus dem Lager auf (Ici un cercle compact lève les lièvres au gîte).

Récitatif accompagné de Lucas.
- n°27 : Hört das laute Getön (Ecoutez les échos bruyants) vivace en ré majeur puis mi bémol.

L’entrée des cors interrompt le récitatif et introduit une série d'appels de chasse qui utilise les trombones, mais en excluant trompettes et timbales.
- n°28 : Am Rebenstocke blinket jetzt (Sur le cep brille maintenant).

Récitatif non accompagné des trois solistes.
- n°29 : Juchhe ! Juchhe ! Der Wein ist da (Vivat ! Le vin est là) allegro molto, puis allegro assai en ut majeur.

Le chœur des vendanges est en deux parties : l'allegro molto utilise des thèmes réguliers et entraînants; l'allegro assai commence sur un air de Ländler, puis l'ivresse gagne et l'air se termine par une fugue à l’orchestre alors que le chœur hésite et butte comme pris de boisson. La coda introduit des instruments inhabituels chez Haydn tels le triangle et le tambourin et la conclusion intervient sur deux puissants Vivat!

### Quatrième partie: l’Hiver
- n°30 : Nun senket sich das blasse Jahr (Maintenant décroît l’année blafarde) adagio ma non troppo en ut mineur.

Introduction adagio ma non troppo dans un contraste saisissant avec la fin de l'Automne, et récitatif accompagné de Simon.
- n°31 : Licht und Leben sind geschwächet (Lumière et vie sont affaiblies) largo en fa majeur.

Cavatine de Hanne avec un accompagnement des seules cordes.
- n°32 : Gefesselt steht der breite See (Le grand lac est pétrifié).

Récitatif non accompagné, puis accompagné de Lucas.
- n°33 : Hier steht der Wand’rer nun (Ici le voyageur s’arrête) presto en mi mineur, puis allegro en mi majeur.

Air de Lucas sur le thème du voyageur. Dans le presto, piétinant dans la neige, le voyageur est perdu; découragé, le ton devient de plus en plus schubertien avant la lettre. Puis la joie intervient dans l'allegro lorsqu'il aperçoit les lueurs du refuge.
- n°34 : So wie er naht schallt in sein Ohr (Comme il approche, résonne à son oreille le son vif de voix claires).

Récitatif accompagné des trois solistes.
- n°35 : Knurre, schnurre, knurre !  (Ronronne, bourdonne, ronronne !) allegro en ré mineur.

Chanson de Hanne avec chœur sur un texte qui n’est plus de James Thomson, mais tiré du Chant des fileuses de Gottfried August Bürger et pour lequel Haydn inventa une mélodie populaire. Le renvoi du texte entre le chœur et la soliste évoque le bruit du rouet.
- n°36 : Abgesponnen ist der Flachs (Le lin est filé).

Récitatif non accompagné de Lucas
- n°37 : Ein Mädchen das auf Ehre hielt (Une fille qui tenait à l’honneur) modérato en sol majeur.

Chanson de Hanne avec chœur pour lequel Van Swieten a, comme pour le chœur précédent, fait appel à un autre auteur Christian Felix Weisse.
- n°38 : Vom dürren Osten dringt ein scharfer Eishauch jetzt hervor (Venant de l’est aride un souffle glacé avance).

Récitatif non accompagné de Simon.
- n°39 : Erblicke hier, betörter Mensch, erblicke deines Lebens Bild (Contemple ici homme insensé, contemple l’image de la vie)  largo puis allegro molto en mi bémol majeur.

Air et récitatif de Simon, dont le texte revient au poème de Thomson. Dans la partie largo, Haydn cite le mouvement lent de la 40e symphonie de Mozart.
- n°40 : Dann bricht der grosse Morgen an (Alors le grand jour arrive), allegro moderato en ut majeur.

Les quatre premières mesures sont réservées aux vents et timbales et marquées forte au contrebasson et à la première trompette et piano pour les autres instruments. Le trio de solistes et le double chœur dialoguent avant que ne s’instaure une grandiose fugue, sorte d'appel à l'humanité inspiré des théories maçonniques de l'époque. Viennent ensuite des fanfares de cors, une fausse cadence en fa majeur, puis après un long silence les chœurs mettent un point final en clamant deux fois le mot Amen. Ce final encore plus monumental que celui de La Création a frappé l'esprit des contemporains du compositeur

## Autres œuvres musicales sur le thème des Saisons
- Antonio Vivaldi, Les Quatre Saisons (1725)
- Louis Spohr, Les Saisons, symphonie (1850)
- Piotr Ilitch Tchaïkovski, Les Saisons, suite pour piano (1875)
- Alexandre Glazounov, Les Saisons, ballet (1899)

### Repères discographiques
- Herbert von Karajan, Orchestre philharmonique de Berlin, Gundula Janowitz, Werner Hollweg et Walter Berry, chez EMI, version, en un mot, la plus grandiose.
- Karl Böhm, Orchestre symphonique de Vienne, Gundula Janowitz, Peter Schreier et Martti Talvela, chez DG, version de référence pour son classicisme[9].
- John Eliot Gardiner, The English Baroque Soloists, Barbara Bonney, Anthony Rolfe-Johnson, Andreas Schmidt, chez DG (1990), pour une version sur instruments d'époque.
- Nikolaus Harnoncourt, Orchestre symphonique de Vienne, Angela Maria Blasi, Josef Protschka et Robert Holl, chez Teldec, pour sa dimension spirituelle[10].
- René Jacobs, RIAS Kammerchor, Freiburger Barockorchester, Werner Güra, Dietrich Henschel, Marlis Petersen, chez Harmonia Mundi (2014).
- Arturo Toscanini, Orchestre symphonique de la NBC, Ljuba Welitsch, Jan Peerce, Nicola Moscona, chez RCA Victor.
- Haydn, J. (1990). Les saisons: Die Jahreseiten. Erato.